# Presídium
Un Presídium o Praesidium (del llatí Praesidium, protecció o defensa, en plural presidia) és l'òrgan legislatiu principal de diversos cossos legislatius o organitzacions.

## Usos històrics
En els països comunistes el Presídium era un òrgan legislatiu permanent com passava amb el Soviet Suprem de la Unió Soviètica. El Presídium del Soviet Suprem va existir a la Unió Soviètica des de 1936. Des de 1952 fins a 1966 el Politburó del Partit Comunista de la Unió Soviètica (PCUS) pas a conèixer-se com el Presídium del Comitè Central del Partit. Malgrat les similituds en el nom, tots dos van ser presidia diferents. Actualment el terme Presídium es fa servir a Corea del Nord per referir-se a l'òrgan màxim de l'Assemblea Suprema del Poble i a la Xina.